# Садовое сельское поселение (Тверская область)
Садо́вое се́льское поселе́ние — упразднённое муниципальное образование в составе Вышневолоцкого района Тверской области.
На территории поселения находились 18 населённых пунктов. Центр поселения — посёлок Садовый.
Образовано в 2005 году, включило в себя часть территории Садового сельского округа.

## Географические данные
- Общая площадь: 107,9 км²
- Нахождение: северная часть Вышневолоцкого района
  - Граничит:
    - на севере — с Удомельским районом, Мстинское СП
    - на востоке — с Сорокинским СП
    - на западе — с Солнечным СП

Территория поселения вытянута вдоль восточного берега озера Мстино и делее, правого берега реки Мсты.

## Население
На 01.01.2008 — 783 человека, по переписи 2010 года — 641 человек.

## Населенные пункты
На территории поселения находятся следующие населённые пункты:
| №  | Тип нп | Название      | Население (2008 год) |
| -- | ------ | ------------- | -------------------- |
| 1  | пос.   | Садовый       | 261                  |
| 2  | пос.   | Серебряники   | 129                  |
| 3  | пос.   | Рудневка      | 0                    |
| 4  | пос.   | Рябиновка 2-я | 9                    |
| 5  | село   | Алексеевское  | 49                   |
| 6  | дер.   | Быстрое       | 52                   |
| 7  | дер.   | Вели          | 0                    |
| 8  | дер.   | Гарусово      | 3                    |
| 9  | дер.   | Дунай         | 0                    |
| 10 | дер.   | Желниха       | 139                  |
| 11 | дер.   | Кишарино      | 10                   |
| 12 | дер.   | Мартус        | 0                    |
| 13 | дер.   | Норфино       | 9                    |
| 14 | дер.   | Пашино        | 69                   |
| 15 | дер.   | Почеп         | 0                    |
| 16 | дер.   | Рагозино      | 9                    |
| 17 | дер.   | Салпа         | 32                   |
| 18 | дер.   | Терпигорево   | 12                   |

## История
В XII—XVII вв. территория поселения относилась к Бежецкой пятине Новгородской земли. В XV веке присоединена к Великому княжеству Московскому.
- После реформ Петра I территория поселения входила:[4]
- в 1708—1727 гг. в Санкт-Петербургскую (Ингерманляндскую 1708—1710 гг.) губернию, Новгородскую провинцию,
- в 1727—1775 гг. в Новгородскую губернию, Новгородскую провинцию,
- в 1775—1796 гг. в Тверское наместничество, Вышневолоцкий уезд,
- в 1796—1929 гг. в Тверскую губернию, Вышневолоцкий уезд,
- в 1929—1935 гг. в Московскую область, Вышневолоцкий район,
- в 1935—1990 гг. в Калининскую область, Вышневолоцкий район,
- с 1990 в Тверскую область, Вышневолоцкий район.

В середине XIX-начале XX века деревни поселения относились к Ящинской и Подольской волостям Вышневолоцкого уезда Тверской губернии.

В 50-е годы XX века на территории поселения существовали Желниховский и Алексеевский сельсоветы Вышневолоцкого района Калининской области.

## Известные люди
Павел Николаевич Безобразов (1893—1979) — селекционер яблонь, основатель плодового питомника (совхоза) «Ульяновка».